# مون سونگ کون
مون سونگ کون (کره‌ای: 문성근؛ زادهٔ ۲۸ مه ۱۹۵۳) بازیگر و سیاستمدار اهل کره جنوبی است. او برندهٔ سه جایزهٔ جوایز فیلم اژدهای آبی، دو جایزهٔ جوایز هنری بکسانگ و دو جایزهٔ جوایز هنری فیلم چونسا برای بهترین بازیگر نقش اول مرد شده‌است. از آثاری که در آنها ایفای نقش کرده‌است می‌توان به امنیت ملی و شبی تنها کنار دریا اشاره کرد.